# Герои Социалистического Труда Саратовской области
В настоящий список включены:

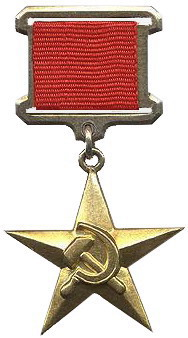
Золотая медаль «Серп и Молот»

- Герои Социалистического Труда, на момент присвоения звания проживавшие на территории современной Саратовской области, — 146 человек;
- уроженцы Саратовской области, удостоенные звания Героя Социалистического Труда в других регионах СССР, — 129 человек;
- Герои Социалистического Труда, прибывшие в Саратовскую область на постоянное проживание из других регионов, — 5 человек;
- лица, лишённые звания Героя Социалистического Труда, — 1 человек.

В таблицах отображены фамилия, имя и отчество Героев, должность и место работы на момент присвоения звания, дата Указа Президиума Верховного Совета СССР, отрасль народного хозяйства, место рождения/проживания, а также ссылка на биографическую статью на сайте «Герои страны». Формат таблиц предусматривает возможность сортировки по указанным параметрам путём нажатия на стрелку в нужной графе.

## История
Первым в Саратовской области звания Героя Социалистического Труда был удостоен Ферапонт Петрович Головатый, которому эта высшая степень отличия была присвоена Указом Президиума Верховного Совета СССР от 26 марта 1948 года за получение высокого урожая пшеницы в 1947 году.
Подавляющее большинство Героев Социалистического Труда в Саратовской области приходится на сельскохозяйственную отрасль — 68 человек; машиностроение — 14; государственное управление — 11; электронную промышленность — 9; транспорт — 8; строительство, энергетику — по 6; промышленность промстройматериалов — 5; химическую промышленность — 4; нефтяную промышленность — 3; оборону, оборонную промышленность, мелиоводхоз — по 2; нефтехимическую, лёгкую, пищевую промышленность, науку, образование, здравоохранение — по 1.

## Лица, удостоенные звания Героя Социалистического Труда в Саратовской области
| №         | Фамилия, имя, отчество             | Даты жизни              | Деятельность | Дата присвоения | Отрасль            | Место рождения                  | ГС         |
| --------- | ---------------------------------- | ----------------------- | --- | --------------- | ------------------ | ------------------------------- | ---------- |
| 1         | Алайцев Алексей Семёнович          | 23.05.1925 — 04.01.1993 | Слесарь Саратовского агрегатного завода Министерства оборонной промышленности СССР | 28.07.1966      | оборонпром         | Екатериновский район            | [ ГС 1 ]   |
| 2         | Алексеев Николай Дмитриевич        | 15.04.1915 — 21.12.1995 | Бригадир штукатуров строительно-монтажной конторы № 1 Саратовского совнархоза | 09.08.1958      | строительство      | *Владимирская область           | [ ГС 2 ]   |
| 3         | Анисимов Пётр Иосифович            | 08.06.1930 — 20.05.2002 | Бригадир монтажников Саратовского строительно-монтажного управления треста «Волгостальмонтаж» Министерства монтажных и специальных строительных работ СССР                                | 24.08.1979      | строительство      | *Липецкая область               | [ ГС 3 ]   |
| 4         | Асфандьярова Рафика Абдулхамитовна | 24.04.1928 — 18.09.2003 | Птичница совхоза «Первомайский» Перелюбского района Саратовской области | 08.04.1971      | сельхоз            | Пугачёвский район               | [ ГС 4 ]   |
| 5         | Асфяндиаров Фарит Сулейманович     | 1927 — 02.11.2016       | Председатель колхоза «Путь Ленина» Дергачёвского района Саратовской области | 20.11.1958      | сельхоз            | Дергачёвский район              | [ ГС 5 ]   |
| 6         | Афросин Александр Николаевич       | 01.01.1919 — 19.02.2007 | Председатель колхоза «Россия» Базарно-Карабулакского района Саратовской области | 07.12.1973      | сельхоз            | Базарно-Карабулакский район     | [ ГС 6 ]   |
| 7         | Бабенко Владимир Константинович    | 03.10.1928 — 17.10.2015 | Токарь Саратовского завода электронного машиностроения Министерства электронной промышленности СССР                                                                                       | 16.01.1974      | электронпром       | Аткарский район                 | [ ГС 7 ]   |
| 8         | Базалеев Александр Петрович        | 1919 — 22.01.1979       | Токарь завода № 205 имени Н. С. Хрущёва Саратовского совета народного хозяйства | 17.06.1961      | машиностроение     | Саратов                         | [ ГС 8 ]   |
| 9         | Белов Юрий Ильич                   | 09.09.1937 — 14.02.2008 | Комбайнёр совхоза «Бартеневский» Ивантеевского района Саратовской области | 07.12.1973      | сельхоз            | Ивантеевский район              | [ ГС 9 ]   |
| 10        | Беляев Владимир Александрович      | 16.06.1911 — 11.09.1998 | Бригадир плотников строительно-монтажного управления № 9 Саратовского треста крупнопанельного домостроения, Саратовская область                                                           | 11.08.1966      | строительство      | Ровенский район                 | [ ГС 10 ]  |
| 11        | Беспалова Зинаида Константиновна   | 1912 — 21.03.1995       | Телятница совхоза «Красный Кут» Краснокутского района Саратовской области | 22.03.1966      | сельхоз            | Краснокутский район             | [ ГС 11 ]  |
| 12        | Бородкин Михаил Иванович           | 01.07.1925 — 14.11.2021 | Бригадир колхоза «Красное знамя» Аркадакского района Саратовской области | 07.12.1973      | сельхоз            | Аркадакский район               | [ ГС 12 ]  |
| 13        | Брагазин Михаил Андреевич          | 1916 — 27.11.1986       | Первый секретарь Романовского райкома КПСС, Саратовская область | 20.11.1958      | госуправление      | Пугачёвский район               | [ ГС 13 ]  |
| 14        | Буднюк Николай Алексеевич          | 02.02.1921 — 05.05.1972 | Председатель колхоза «Большевик» Аркадакского района Саратовской области | 20.11.1958      | сельхоз            | *Николаевская область           | [ ГС 14 ]  |
| 15        | Бутузов Георгий Константинович     | 05.05.1916 — 06.12.1983 | Директор совхоза «Темп» Ртищевского района Саратовской области | 20.11.1958      | сельхоз            | *Пензенская область             | [ ГС 15 ]  |
| 16        | Быков Николай Николаевич           | 22.12.1923 — 27.06.1978 | Заведующий отделением областной больницы № 2, гор. Саратов | 04.02.1969      | здравоохранение    | Саратов                         | [ ГС 16 ]  |
| 17        | Васильев Вениамин Николаевич       | 10.1904 — 14.01.1972    | Директор совхоза «Красный Кут» Краснокутского района Саратовской области | 20.11.1958      | сельхоз            | *Москва                         | [ ГС 17 ]  |
| 18        | Вехов Сергей Фёдорович             | 02.10.1931 — 19.08.1997 | Первый секретарь Самойловского райкома КПСС, Саратовская область | 07.12.1973      | госуправление      | Вольский район                  | [ ГС 18 ]  |
| 19        | Воробьёв Иван Тимофеевич           | 27.08.1909 — 20.02.1981 | Председатель исполкома Романовского районного Совета депутатов трудящихся Саратовской области                                                                                             | 20.11.1958      | госуправление      | Саратовская область             | [ ГС 19 ]  |
| 20        | Галкин Иван Иванович               | 09.04.1905 — 14.04.1961 | Машинист локомотивного депо Саратов-2 Приволжской железной дороги, Саратовская область | 01.08.1959      | транспорт          | Саратов                         | [ ГС 20 ]  |
| 21        | Головатый Ферапонт Петрович        | 05.06.1890 — 25.07.1951 | Председатель колхоза «Стахановец» Ново-Покровского района Саратовской области | 26.03.1948      | сельхоз            | *Полтавская область             | [ ГС 21 ]  |
| 22        | Головацкий Василий Евгеньевич      | 15.01.1935 — 07.10.2010 | Тракторист-машинист совхоза «Пушкинский» Советского района Саратовской области | 07.12.1973      | сельхоз            | *Черновицкая область            | [ ГС 22 ]  |
| 23        | Горбунов Михаил Дмитриевич         | 09.01.1930 — 09.06.2007 | Бригадир слесарей Третьего государственного подшипникового завода Министерства автомобильной промышленности СССР, гор. Саратов                                                            | 05.04.1971      | машиностроение     | Саратовская область             | [ ГС 23 ]  |
| 24        | Грехов Василий Афанасьевич         | 1913 — ????             | Председатель колхоза «Россия» Вольского района Саратовской области | 20.11.1958      | сельхоз            | Вольский район                  | [ ГС 24 ]  |
| 25        | Грибанова Любовь Сергеевна         | 14.12.1941 — 16.02.2023 | Доярка колхоза имени Крупской Аркадакского района Саратовской области | 06.09.1973      | сельхоз            | Аркадакский район               | [ ГС 25 ]  |
| 26        | Гусев Иван Дмитриевич              | 05.09.1928 — 07.07.1997 | Директор Еланского конного завода Самойловского района Саратовской области | 07.12.1973      | сельхоз            | *Тамбовская область             | [ ГС 26 ]  |
| 27        | Гусев Николай Фёдорович            | 20.03.1932 — 17.12.2016 | Шлифовщик завода «Алмаз» Министерства электронной промышленности СССР, гор. Саратов | 26.04.1971      | электронпром       | Ершовский район                 | [ ГС 27 ]  |
| 28        | Данилов Алексей Семёнович          | 16.01.1926 — 16.05.2009 | Рабочий Петровского электромеханического завода «Молот» Министерства судостроительной промышленности СССР, Саратовская область                                                            | 26.04.1971      | машиностроение     | Саратовская область             | [ ГС 28 ]  |
| 29        | Дегтярёв Леонид Андреевич          | 18.07.1924 — 14.10.1995 | Начальник 33-го Центрального научно-исследовательского и испытательного института Министерства обороны СССР, генерал-майор технической службы, Саратовская область                        | 06.02.1975      | оборона            | *Харьковская область            | [ ГС 29 ]  |
| 30        | Денисов Николай Семёнович          | 19.12.1910 — 16.08.1997 | Директор Саратовского авиационного завода Министерства авиационной промышленности СССР | 26.04.1971      | машиностроение     | *Татарстан                      | [ ГС 30 ]  |
| 31        | Деркач Николай Петрович            | 19.09.1929 — 24.02.1996 | Бригадир комплексной бригады строительного управления № 1 Саратовгэсстроя Министерства энергетики и электрификации СССР, гор. Балаково Саратовской области                                | 20.04.1971      | энергетика         | *Ростовская область             | [ ГС 31 ]  |
| 32        | Добровольский Георгий Владимирович | 16.11.1924 — 05.07.2007 | Токарь Саратовского радиоприборного завода Министерства судостроительной промышленности СССР, Саратовская область                                                                         | 26.04.1971      | машиностроение     | Хвалынский район                | [ ГС 32 ]  |
| 33        | Домнин Николай Иванович            | 05.11.1919 — 07.12.1997 | Управляющий трестом Главсредволговодстроя Министерства мелиорации и водного хозяйства РСФСР, гор. Саратов                                                                                 | 28.01.1974      | мелиоводхоз        | Саратовский район               | [ ГС 33 ]  |
| 34        | Дронов Александр Тимофеевич        | род. 06.11.1928         | Бригадир комплексной бригады строительно-монтажного управления № 31 строительно-монтажного треста № 7 Министерства строительства СССР, Саратовская область                                | 07.05.1971      | строительство      | Александрово-Гайский район      | [ ГС 34 ]  |
| 35        | Дронов Василий Кузьмич             | 15.11.1938 — 09.02.2004 | Комбайнёр колхоза имени XIX съезда КПСС Саратовского района Саратовской области | 07.12.1973      | сельхоз            | *Белгородская область           | [ ГС 35 ]  |
| 36        | Егорчева Александра Давыдовна      | 29.04.1919 — 17.03.2008 | Свинарка колхоза имени Карла Маркса Балаковского района Саратовской области | 22.03.1966      | сельхоз            | Балаковский район               | [ ГС 36 ]  |
| 37        | Елисеева Вера Григорьевна          | 1915—1990               | Доярка совхоза имени Ленина Калининского района Саратовской области | 22.03.1966      | сельхоз            | Саратовская область             | [ ГС 37 ]  |
| 38        | Еремеев Виктор Васильевич          | 06.09.1926 — 27.04.1994 | Бригадир водителей автомобилей автоколонны № 1180 Министерства автомобильного транспорта РСФСР, гор. Балаково Саратовской области                                                         | 13.05.1977      | транспорт          | Вольский район                  | [ ГС 38 ]  |
| 39        | Ерин Борис Георгиевич              | 18.08.1929 — 08.02.1984 | Тракторист колхоза имени Ленина Энгельсского района Саратовской области | 23.06.1966      | сельхоз            | Воскресенский район             | [ ГС 39 ]  |
| 40        | Ершов Владимир Семёнович           | 20.04.1928 — 29.04.2010 | Комбайнёр колхоза «Родина» Петровского района Саратовской области | 08.04.1971      | сельхоз            | Петровский район                | [ ГС 40 ]  |
| 41        | Ефименко Вера Андреевна            | 1923—2000               | Машинист Вольского цементного завода «Большевик» Саратовского совнархоза | 07.03.1960      | промстройматериалы | Саратовская область             | [ ГС 41 ]  |
| 42        | Жихарев Иван Егорович              | 22.06.1929 — 26.11.1998 | Буровой мастер геологопоисковой конторы объединения «Саратовнефтегаз» Министерства нефтяной промышленности СССР, Саратовская область                                                      | 30.03.1971      | нефтепром          | Пугачёвский район               | [ ГС 42 ]  |
| 43        | Жусупов Мулдагали Капинович        | 23.10.1929 — 08.12.2002 | Чабан совхоза «Алгайский» Новоузенского района Саратовской области | 22.03.1966      | сельхоз            | Новоузенский район              | [ ГС 43 ]  |
| 44        | Захаров Николай Андреевич          | 29.03.1918 — 30.11.1994 | Председатель колхоза имени Ленина Балашовского района Саратовской области | 23.12.1976      | сельхоз            | Балашовский район               | [ ГС 44 ]  |
| 45        | Зверев Алексей Иванович            | 1937 — 25.03.1996       | Бригадир комплексной бригады управления «Химстрой» управления строительства «Саратовгэсстрой» Министерства энергетики и электрификации СССР, гор. Балаково Саратовской области            | 05.12.1988      | энергетика         | *Нижегородская область          | [ ГС 45 ]  |
| 46        | Зубанов Григорий Алексеевич        | 02.12.1924 — 07.11.1966 | Комбайнёр колхоза имени Максима Горького Калининского района Саратовской области | 23.06.1966      | сельхоз            | Калининский район               | [ ГС 46 ]  |
| 46.000001 | Иванцов Николай Максимович         | 29.12.1913 — 27.02.2002 | Заместитель Министра энергетики и электрификации СССР, бывший начальник управления строительства «Саратовгэсстрой»                                                                        | 29.11.1972      | госуправление      | *Брянская область               | [ ГС 47 ]  |
| 47        | Искалиев Жусуп                     | 15.01.1897 — 16.07.1991 | Старший чабан совхоза «Алгайский» Новоузенского района Саратовской области | 20.11.1958      | сельхоз            | *Казахстан                      | [ ГС 48 ]  |
| 48        | Карпов Дмитрий Маркович            | 23.10.1913 — ????       | Председатель колхоза «Красный Октябрь» Балашовского района Саратовской области | 23.06.1966      | сельхоз            | Балашовский район               | [ ГС 49 ]  |
| 49        | Карпов Николай Емельянович         | 08.07.1924 — 24.04.2013 | Бригадир тракторной бригады колхоза имени Кирова Романовского района Саратовской области                                                                                                  | 20.11.1958      | сельхоз            | Романовский район               | [ ГС 50 ]  |
| 50        | Касимов Босир Умярович             | 04.01.1931 — 14.03.2011 | Комбайнёр совхоза «Подлесновский» Подлесновского района Саратовской области | 20.11.1958      | сельхоз            | Саратовская область             | [ ГС 51 ]  |
| 51        | Кобышев Фёдор Кириллович           | 16.04.1929 — 30.11.2007 | Буровой мастер Песчано-Умётской конторы бурения Саратовского совнархоза | 19.03.1959      | нефтепром          | *Ставропольский край            | [ ГС 52 ]  |
| 52        | Когачёва Анастасия Филипповна      | 27.01.1929 — 14.12.2009 | Перемотчица шёлка Энгельсского комбината химического волокна Министерства химической промышленности СССР, Саратовская область                                                             | 15.01.1974      | химпром            | *Волгоградская область          | [ ГС 53 ]  |
| 53        | Козобродов Алексей Фёдорович       | 18.10.1920 — 30.09.1978 | Первый секретарь Ершовского райкома КПСС, Саратовская область | 11.01.1957      | госуправление      | Романовский район               | [ ГС 54 ]  |
| 54        | Колесникова Мария Васильевна       | 02.10.1920 — 09.07.2007 | Свинарка совхоза «Сталь» Петровского района Саратовской области | 22.03.1966      | сельхоз            | Петровский район                | [ ГС 55 ]  |
| 55        | Косарев Александр Фёдорович        | род. 1923               | Бригадир колхоза «Большевик» Аркадакского района Саратовской области | 23.06.1966      | сельхоз            | Аркадакский район               | [ ГС 56 ]  |
| 56        | Кочеткова Татьяна Аркадьевна       | 01.03.1925 — 13.04.2003 | Монтажница завода № 205 имени Н. С. Хрущёва Саратовского совнархоза | 07.03.1960      | машиностроение     | Екатериновский район            | [ ГС 57 ]  |
| 57        | Крайнов Григорий Ильич             | род. 08.07.1935         | Тракторист колхоза «Луч Октября» Новоузенского района Саратовской области | 08.04.1971      | сельхоз            | Новоузенский район              | [ ГС 58 ]  |
| 58        | Красненьков Михаил Михайлович      | 1902 — 25.10.1987       | Директор Еланского конного завода № 31 Красавского района Саратовской области | 20.11.1958      | сельхоз            | Хвалынский район                | [ ГС 59 ]  |
| 59        | Крюков Виктор Иванович             | 23.10.1915 — 27.02.1987 | Председатель исполкома районного Совета депутатов трудящихся Дергачёвского района Саратовской области                                                                                     | 11.01.1957      | госуправление      | Базарно-Карабулакский район     | [ ГС 60 ]  |
| 60        | Кузнецов Иван Петрович             | 31.12.1926 — 08.02.2005 | Первый секретарь Марксовского горкома КПСС, Саратовская область | 08.04.1971      | госуправление      | Ершовский район                 | [ ГС 61 ]  |
| 61        | Кузнецова Мария Степановна         | 05.01.1910 — 12.10.1986 | Звеньевая семеноводческого совхоза «Елизаветинский» Министерства совхозов СССР, Аткарский район Саратовской области                                                                       | 02.04.1948      | сельхоз            | Аткарский район                 | [ ГС 62 ]  |
| 62        | Куклева Мария Васильевна           | 1913—1983               | Ткачиха ткацко-отделочной фабрики имени Карла Либкнехта Министерства лёгкой промышленности РСФСР, гор. Красноармейск Саратовской области                                                  | 09.06.1966      | легпром            | Красноармейский район           | [ ГС 63 ]  |
| 63        | Кунцевич Анатолий Демьянович       | 06.08.1934 — 29.03.2002 | Начальник 33-го Центрального научно-исследовательского института Министерства обороны СССР, генерал-майор, гор. Шиханы Саратовской области                                                | 18.02.1981      | оборона            | *Могилёвская область            | [ ГС 64 ]  |
| 64        | Куцаев Пётр Егорович               | 01.01.1929 — 18.01.2015 | Бригадир комплексной бригады производственного управления «Промстрой» Саратовгэсстроя Министерства энергетики и электрификации СССР, Саратовская область                                  | 29.11.1972      | энергетика         | *Ростовская область             | [ ГС 65 ]  |
| 65        | Лабанцева Матрёна Акимовна         | 14.03.1922 — 14.04.2000 | Доярка опытно-производственного хозяйства «Ерусланское» Фёдоровского района Саратовской области                                                                                           | 08.04.1971      | сельхоз            | Фёдоровский район               | [ ГС 66 ]  |
| 66        | Лапаксин Алексей Васильевич        | 30.03.1904 — 02.04.1989 | Председатель исполкома районного Совета депутатов трудящихся Ершовского района Саратовской области                                                                                        | 11.01.1957      | госуправление      | Красноармейский район           | [ ГС 67 ]  |
| 67        | Лапин Михаил Александрович         | 30.10.1928 — 24.01.1997 | Первый секретарь Советского райкома КПСС, Саратовская область | 06.06.1984      | госуправление      | *Костромская область            | [ ГС 68 ]  |
| 68        | Левшин Александр Константинович    | 21.06.1927 — 14.02.1978 | Бригадир совхоза «Красное знамя» Краснопартизанского района Саратовской области | 23.06.1966      | сельхоз            | Краснопартизанский район        | [ ГС 69 ]  |
| 69        | Листопадов Павел Антонович         | 05.07.1927 — 02.10.2015 | Токарь Саратовского завода приёмно-усилительных ламп Министерства электронной промышленности СССР                                                                                         | 29.07.1966      | электронпром       | Балаковский район               | [ ГС 70 ]  |
| 70        | Макеев Михаил Фёдорович            | 1910 — 11.1989          | Комбайнёр Камышевской МТС Дергачёвского района Саратовской области | 11.01.1957      | сельхоз            | *Орловская область              | [ ГС 71 ]  |
| 71        | Максаков Александр Иванович        | 25.04.1926 — 04.11.1997 | Начальник управления строительства «Саратовгэсстрой» специализированного строительного объединения «Атомэнергострой» Министерства энергетики и электрификации СССР, Саратовская область   | 25.01.1991      | энергетика         | *Орловская область              | [ ГС 72 ]  |
| 72        | Мамонтова Валентина Николаевна     | 17.07.1895 — 20.05.1982 | Заведующая лабораторией селекции и семеноводства яровой пшеницы Научно-исследовательского института сельского хозяйства Юго-Востока, гор. Саратов                                         | 13.09.1965      | наука              | Саратов                         | [ ГС 73 ]  |
| 73        | Маханькова Анна Ефимовна           | 1922 — 10.10.1999       | Телятница совхоза «Саратовский» Перелюбского района Саратовской области | 22.03.1966      | сельхоз            | Саратовская область             | [ ГС 74 ]  |
| 74        | Меденцев Иван Петрович             | 1920 — 24.12.1981       | Бригадир тракторной бригады совхоза «Восточный» Дергачёвского района Саратовской области                                                                                                  | 11.01.1957      | сельхоз            | *Волгоградская область          | [ ГС 75 ]  |
| 75        | Мельников Дмитрий Фёдорович        | 04.11.1930 — 23.03.1994 | Генеральный директор Балаковского производственного объединения «Химволокно» имени В. И. Ленина Министерства химической промышленности СССР, Саратовская область                          | 06.01.1986      | химпром            | *Волгоградская область          | [ ГС 76 ]  |
| 76        | Мещеряков Александр Николаевич     | 14.05.1914 — 12.07.2005 | Машинист локомотивного депо Ртищево-2 Юго-Восточной железной дороги, Саратовская область                                                                                                  | 01.08.1959      | транспорт          | Ртищевский район                | [ ГС 77 ]  |
| 77        | Мирошниченко Николай Яковлевич     | 14.01.1901 — 22.02.1971 | Главный инженер завода № 292 Приволжского совнархоза, гор. Саратов | 28.04.1963      | машиностроение     | *Харьковская область            | [ ГС 78 ]  |
| 78        | Мирошниченко Юрий Васильевич       | 27.04.1913 — 2005       | Директор совхоза «Труд» Перелюбского района Саратовской области | 11.01.1957      | сельхоз            | *Костанайская область           | [ ГС 79 ]  |
| 79        | Моисеев Илья Иванович              | 29.07.1926 — 25.10.1996 | Директор конторы бурения № 2 Заволжского геологоразведочного треста объединения «Саратовнефтегаз» Министерства нефтедобывающей промышленности СССР, гор. Саратов                          | 23.05.1966      | нефтепром          | *Самарская область              | [ ГС 80 ]  |
| 80        | Муканов Александр Шарифович        | 20.09.1927 — 07.03.2007 | Комбайнёр совхоза «Кривовский» Марксовского района Саратовской области | 20.11.1958      | сельхоз            | *Восточно-Казахстанская область | [ ГС 81 ]  |
| 81        | Никитин Валентин Михайлович        | 22.06.1929 — 12.09.1975 | Бригадир совхоза «Елизаветинский» Аткарского района Саратовской области | 07.12.1973      | сельхоз            | Екатериновский район            | [ ГС 82 ]  |
| 82        | Никитин Владимир Александрович     | 07.01.1929 — 04.08.1969 | Тракторист колхоза «Россия» Марксовского района Саратовской области | 23.06.1966      | сельхоз            | *Башкортостан                   | [ ГС 83 ]  |
| 83        | Никитин Сергей Михайлович          | 05.02.1923 — 27.08.1971 | Бригадир совхоза «Вяжлинский» Аткарского района Саратовской области | 08.04.1971      | сельхоз            | Аткарский район                 | [ ГС 84 ]  |
| 84        | Никулин Александр Фёдорович        | 01.06.1929 — ????       | Бригадир колхоза имени Мичурина Романовского района Саратовской области | 07.12.1973      | сельхоз            | *Тамбовская область             | [ ГС 85 ]  |
| 85        | Носов Иван Николаевич              | 19.11.1924 — 05.09.1999 | Слесарь-инструментальщик Саратовского электроагрегатного производственного объединения Министерства авиационной промышленности СССР                                                       | 26.04.1971      | машиностроение     | Аткарский район                 | [ ГС 86 ]  |
| 86        | Нуждина Александра Васильевна      | 10.06.1925 — 23.03.2003 | Шлифовщица 3-го Государственного подшипникового завода Министерства автомобильной промышленности СССР, гор. Саратов                                                                       | 22.08.1966      | машиностроение     | *Рязанская область              | [ ГС 87 ]  |
| 87        | Овсянников Константин Петрович     | род. 1927               | Бригадир колхоза имени XIX партсъезда Энгельсского района Саратовской области | 23.06.1966      | сельхоз            | *Тамбовская область             | [ ГС 88 ]  |
| 88        | Оржевский Владимир Иванович        | 01.05.1910 — 25.01.1985 | Директор Саратовского завода технического стекла Министерства промышленности строительных материалов РСФСР                                                                                | 09.01.1975      | промстройматериалы | *Пензенская область             | [ ГС 89 ]  |
| 89        | Отверченко Никита Кондратьевич     | 1909 — 01.1986          | Бригадир колхоза «Родина» Пугачёвского района Саратовской области | 23.06.1966      | сельхоз            | Перелюбский район               | [ ГС 90 ]  |
| 90        | Павлов Александр Алексеевич        | 15.11.1913 — 23.11.1999 | Бригадир колхоза «Ленинский путь» Духовницкого района Саратовской области | 23.06.1966      | сельхоз            | Духовницкий район               | [ ГС 91 ]  |
| 91        | Павлова Нина Ивановна              | 20.04.1925 — 17.04.2009 | Доярка совхоза «Ударник» Саратовского района Саратовской области | 22.03.1966      | сельхоз            | *Вологодская область            | [ ГС 92 ]  |
| 92        | Павловский Иван Григорьевич        | 05.07.1922 — 22.07.2007 | Начальник Приволжской железной дороги, гор. Саратов | 04.05.1971      | транспорт          | *Витебская область              | [ ГС 93 ]  |
| 93        | Пефтиев Иван Кузьмич               | род. 1924               | Бригадир монтажников передвижной механизированной колонны № 143 управления «Саратовоблсельстрой» Министерства сельского строительства РСФСР, Саратовская область                          | 07.05.1971      | строительство      | *Донецкая область               |            |
| 94        | Пинегин Николай Иванович           | 30.07.1939 — 11.04.2013 | Машинист экскаватора передвижной механизированной колонны № 32 треста «Саратовканалводстрой» Министерства мелиорации и водного хозяйства РСФСР, Ершовский район Саратовской области       | 28.01.1974      | мелиоводхоз        | *Татарстан                      | [ ГС 94 ]  |
| 95        | Плехов Виктор Владимирович         | 01.05.1927 — 14.10.1998 | Машинист прокатной машины Саратовского завода технического стекла Министерства промышленности строительных материалов РСФСР                                                               | 07.05.1971      | промстройматериалы | *Омская область                 | [ ГС 95 ]  |
| 96        | Поляков Владимир Ильич             | 22.08.1922 — 15.08.1985 | Машинист экскаватора управления механизации строительных работ Саратовгэсстроя Министерства энергетики и электрификации СССР, Саратовская область                                         | 29.11.1972      | энергетика         | *Ярославская область            | [ ГС 96 ]  |
| 97        | Пономарёва Анна Даниловна          | 03.06.1922 — 26.12.2012 | Свинарка совхоза «Смычка» Балашовского района Саратовской области | 08.04.1971      | сельхоз            | Турковский район                | [ ГС 97 ]  |
| 98        | Просвирнин Виктор Степанович       | род. 23.08.1938         | Бригадир машинистов машин вытягивания стекла Саратовского завода технического стекла Министерства промышленности строительных материалов РСФСР                                            | 19.03.1981      | промстройматериалы | *Пензенский район               | [ ГС 98 ]  |
| 99        | Пряхина Зоя Кузьминична            | 04.11.1927 — 05.12.1994 | Учительница Мокроусской средней школы, Фёдоровский район Саратовской области | 27.06.1978      | образование        | Фёдоровский район               | [ ГС 99 ]  |
| 100       | Пылин Николай Петрович             | 25.05.1934 — 13.04.2001 | Тракторист совхоза «Студёновский» Турковского района Саратовской области | 07.12.1973      | сельхоз            | Турковский район                | [ ГС 100 ] |
| 101       | Ребров Николай Андреевич           | род. 10.01.1937         | Начальник цеха авиационно-технической базы Саратовского объединённого авиационного отряда Приволжского управления гражданской авиации Министерства гражданской авиации СССР, гор. Саратов | 09.02.1973      | транспорт          | *Оренбургская область           | [ ГС 101 ] |
| 102       | Решетняк Василий Сергеевич         | 04.03.1926 — 1984       | Комбайнёр колхоза «Путь к коммунизму» Марксовского района Саратовской области | 07.12.1973      | сельхоз            | *Луганская область              | [ ГС 102 ] |
| 103       | Решетов Владимир Павлович          | 16.10.1925 — 22.11.2010 | Директор Саратовского производственного объединения «Нитрон» Министерства химической промышленности СССР                                                                                  | 24.08.1979      | химпром            | Хвалынский район                | [ ГС 103 ] |
| 104       | Родионов Валентин Сергеевич        | 26.08.1926 — 21.06.1993 | Старший аппаратчик Саратовского химического комбината Министерства химической промышленности СССР                                                                                         | 28.05.1966      | химпром            | *Тамбовская область             | [ ГС 104 ] |
| 105       | Родионов Владимир Александрович    | род. 1930               | Бригадир совхоза «Перевесинский» Турковского района Саратовской области | 08.04.1971      | сельхоз            | Турковский район                | [ ГС 105 ] |
| 106       | Родионов Владимир Яковлевич        | 26.04.1929 — 03.06.1977 | Бригадир тракторной бригады совхоза «Урожайный» Озинского района Саратовской области | 11.01.1957      | сельхоз            | *Пензенская область             | [ ГС 106 ] |
| 107       | Родюкова Валентина Трофимовна      | 02.12.1926 — 25.02.2015 | Начальник станции Балашов-1 Юго-Восточной железной дороги, Саратовская область | 02.04.1981      | транспорт          | Балашовский район               | [ ГС 107 ] |
| 108       | Савельев Николай Фёдорович         | 22.10.1922 — 25.08.1996 | Токарь Саратовского завода электроприборов Министерства электронной промышленности СССР                                                                                                   | 29.07.1966      | электронпром       | Татищевский район               | [ ГС 108 ] |
| 109       | Сантылов Иван Павлович             | 23.10.1915 — 1986       | Начальник цеха нефтеперерабатывающего завода имени С. М. Кирова Саратовского совнархоза                                                                                                   | 19.03.1959      | нефтехимпром       | *Пензенская область             | [ ГС 109 ] |
| 110       | Сапрыкин Александр Николаевич      | 1929 — 17.08.1998       | Машинист тепловоза локомотивного депо Ртищево Юго-Восточной железной дороги, Саратовская область                                                                                          | 13.05.1977      | транспорт          | Романовский район               | [ ГС 110 ] |
| 111       | Серебряков Антон Никитович         | 15.01.1910 — 19.07.1969 | Первый секретарь Дергачёвского райкома КПСС, Саратовская область | 11.01.1957      | госуправление      | Самойловский район              | [ ГС 111 ] |
| 112       | Сомов Павел Иванович               | 25.01.1925 — 11.08.1978 | Работник предприятия Министерства машиностроения СССР, Саратовская область | 26.04.1971      | оборонпром         | Саратовская область             |            |
| 113       | Сотсков Александр Григорьевич      | 07.12.1938 — 12.04.1991 | Фрезеровщик производственного объединения «Тантал» Министерства электронной промышленности СССР, гор. Саратов                                                                             | 07.08.1986      | электронпром       | Хвалынский район                | [ ГС 112 ] |
| 114       | Спутнова Клавдия Евдокимовна       | род. 1922               | Бригадир жаровщиков Саратовского маслоэкстракционного завода Министерства пищевой промышленности РСФСР                                                                                    | 21.07.1966      | пищепром           | Саратовская область             |            |
| 115       | Степченков Михаил Сергеевич        | 22.11.1919 — ????       | Бригадир комплексной бригады колхоза «Путь к коммунизму» Аркадакского района Саратовской области                                                                                          | 20.11.1958      | сельхоз            | *Смоленская область             | [ ГС 113 ] |
| 116       | Стукалин Николай Прокофьевич       | 27.04.1920 — 19.12.2005 | Токарь Саратовского завода электронного машиностроения Министерства электронной промышленности СССР                                                                                       | 29.07.1966      | электронпром       | Аткарский район                 | [ ГС 114 ] |
| 117       | Суворова Мария Васильевна          | 03.04.1923 — 10.01.1988 | Телятница совхоза «Ждановский» Краснокутского района Саратовской области | 08.04.1971      | сельхоз            | *Тверская область               | [ ГС 115 ] |
| 118       | Сухоруков Сергей Иванович          | 06.05.1932 — 25.03.2005 | Токарь Саратовского авиационного завода Министерства авиационной промышленности СССР | 19.09.1977      | машиностроение     | *Тамбовская область             | [ ГС 116 ] |
| 119       | Сырникова Евдокия Ивановна         | 1918 — 22.01.2001       | Доярка колхоза имени Дзержинского Екатериновского района Саратовской области | 22.03.1966      | сельхоз            | Екатериновский район            | [ ГС 117 ] |
| 120       | Терин Анатолий Георгиевич          | 1923 — 31.12.1994       | Главный агроном совхоза «Осиновский» Энгельсского района Саратовской области | 07.12.1973      | сельхоз            | *Краснодарский край             | [ ГС 118 ] |
| 121       | Толкачёва Антонина Ивановна        | 1927—2013               | Телятница колхоза имени Крупской Аркадакского района Саратовской области | 22.03.1966      | сельхоз            | Аркадакский район               | [ ГС 119 ] |
| 122       | Точка Алексей Тимофеевич           | 1915 — 19.04.1982       | Первый секретарь Балашовского райкома КПСС, Саратовская область | 07.12.1973      | госуправление      | *Калмыкия                       | [ ГС 120 ] |
| 123       | Туров Николай Андреевич            | 19.02.1930 — 01.08.2021 | Бригадир каменщиков строительно-монтажного управления № 4 треста № 1 «Саратовхимтяжстрой» Министерства строительства предприятий тяжёлой индустрии СССР, гор. Саратов                     | 08.01.1974      | строительство      | *Краснодарский край             | [ ГС 121 ] |
| 124       | Уалиев Куман Уалиевич              | 1914 — 19.11.1985       | Старший чабан совхоза «Питерский» Краснокутского района Саратовской области | 22.03.1966      | сельхоз            | *Западно-Казахстанская область  | [ ГС 122 ] |
| 125       | Уразалиев Захар Сарсенович         | 04.03.1925 — 07.08.2003 | Бригадир совхоза «Дергачёвский» Дергачёвского района Саратовской области | 22.03.1966      | сельхоз            | Новоузенский район              | [ ГС 123 ] |
| 126       | Урваев Константин Иванович         | 06.04.1936 — 20.01.1994 | Комбайнёр колхоза «Маяк революции» Озинского района Саратовской области | 23.06.1966      | сельхоз            | Хвалынский район                | [ ГС 124 ] |
| 127       | Фатин Геннадий Фёдорович           | 27.01.1929 — 12.09.2003 | Слесарь локомотивного депо станции Ершов Приволжской железной дороги, Саратовская область                                                                                                 | 04.08.1966      | транспорт          | Озинский район                  | [ ГС 125 ] |
| 128       | Федоренко Иван Иванович            | 19.11.1926 — 19.08.2000 | Главный конструктор Саратовского научно-исследовательского института машиностроения Министерства электронной промышленности СССР                                                          | 29.07.1966      | электронпром       | *Краснодарский край             | [ ГС 126 ] |
| 129       | Фомин Николай Максимович           | 15.05.1927 — 02.07.1988 | Слесарь Саратовского завода электронного машиностроения Министерства электронной промышленности СССР                                                                                      | 29.03.1976      | электронпром       | Балашовский район               | [ ГС 127 ] |
| 130       | Фомина Анна Тимофеевна             | 03.09.1903 — 11.10.1990 | Звеньевая колхоза имени Сталинградского тракторного завода Хвалынского района Саратовской области                                                                                         | 17.06.1950      | сельхоз            | Хвалынский район                | [ ГС 128 ] |
| 131       | Хантова Клавдия Степановна         | 12.12.1918 — 13.09.1999 | Бригадир племенного птицезавода «Царевщинский» Базарно-Карабулакского района Саратовской области                                                                                          | 22.03.1966      | сельхоз            | Балтайский район                | [ ГС 129 ] |
| 132       | Храмов Михаил Фёдорович            | 22.02.1922 — 09.07.2001 | Токарь завода № 292 Приволжского совнархоза, гор. Саратов | 28.04.1963      | машиностроение     | Саратовская область             | [ ГС 130 ] |
| 133       | Чеусов Николай Гаврилович          | 01.12.1927 — 11.09.1994 | Бригадир совхоза «Ершовский» Ершовского района Саратовской области | 08.04.1971      | сельхоз            | Ершовский район                 | [ ГС 131 ] |
| 134       | Чибров Виктор Васильевич           | 17.07.1926 — 19.09.2013 | Машинист вращающихся печей Вольского цементного завода «Большевик» Приволжского совнархоза, Саратовская область                                                                           | 08.07.1963      | промстройматериалы | Вольский район                  | [ ГС 132 ] |
| 135       | Чистопрудова Галина Александровна  | 12.05.1909 — 26.06.1999 | Агроном совхоза «Красавский» Самойловского района Саратовской области | 23.06.1966      | сельхоз            | *Одесская область               | [ ГС 133 ] |
| 136       | Чумак Анна Викторовна              | 1914 — ????             | Трактористка колхоза «Россия» Ершовского района Саратовской области | 23.06.1966      | сельхоз            | *Луганская область              | [ ГС 134 ] |
| 137       | Шатько Николай Васильевич          | 28.10.1924 — 15.01.1974 | Слесарь-сборщик Энгельсского приборостроительного завода Министерства авиационной промышленности СССР, Саратовская область                                                                | 26.04.1971      | машиностроение     | Энгельсский район               | [ ГС 135 ] |
| 138       | Шацкий Николай Никонорович         | 04.05.1921 — 30.11.2007 | Тракторист совхоза «Озерки» Калининского района Саратовской области | 07.12.1973      | сельхоз            | Калининский район               | [ ГС 136 ] |
| 139       | Шибаев Алексей Иванович            | 21.02.1915 — 23.07.1991 | Первый секретарь Саратовского обкома КПСС | 07.12.1973      | госуправление      | *Нижегородская область          | [ ГС 137 ] |
| 140       | Шибайкин Владимир Гаврилович       | 20.06.1924 — 05.07.1998 | Мастер Петровского электромеханического завода «Молот» Министерства судостроительной промышленности СССР, Саратовская область                                                             | 08.09.1975      | машиностроение     | Петровский район                | [ ГС 138 ] |
| 141       | Шишканов Пётр Фёдорович            | 03.04.1920 — 18.12.1989 | Председатель колхоза «Красное знамя» Аркадакского района Саратовской области | 08.04.1971      | сельхоз            | Аркадакский район               | [ ГС 139 ] |
| 142       | Шишов Владимир Александрович       | 10.06.1917 — 20.03.2000 | Мастер Саратовской ТЭЦ № 2 Саратовэнерго Министерства энергетики и электрификации СССР, Саратовская область                                                                               | 04.10.1966      | энергетика         | *Вологодская область            | [ ГС 140 ] |
| 143       | Шляхтина Валентина Васильевна      | род. 29.10.1927         | Бригадир Саратовского завода приёмно-усилительных ламп Министерства электронной промышленности СССР                                                                                       | 26.04.1971      | электронпром       | Вольский район                  | [ ГС 141 ] |
| 144       | Шубин Анатолий Павлович            | 22.02.1923 — 19.05.1979 | Бригадир совхоза «Студёновский» Турковского района Саратовской области | 23.06.1966      | сельхоз            | Турковский район                | [ ГС 142 ] |
| 145       | Щербаков Александр Тимофеевич      | 21.01.1927 — 11.04.2014 | Слесарь-инструментальщик Саратовского электроприборостроительного завода имени Серго Орджоникидзе Министерства авиационной промышленности СССР                                            | 26.04.1971      | машиностроение     | Новобурасский район             | [ ГС 143 ] |
| 146       | Якунькин Леонид Петрович           | 23.11.1929 — 10.05.2019 | Комбайнёр колхоза «Путь Ленина» Марксовского района Саратовской области | 08.04.1971      | сельхоз            | *Рязанская область              | [ ГС 144 ] |

## Уроженцы Саратовской области, удостоенные звания Героя Социалистического Труда в других регионах СССР
| № | Фамилия, имя, отчество     | Даты жизни              | Деятельность | Дата присвоения       | Отрасль        | Место рождения | ГС       |
| - | -------------------------- | ----------------------- | --- | --------------------- | -------------- | -------------- | -------- |
| 1 | Грушин Пётр Дмитриевич     | 15.01.1906 — 29.11.1993 | Генеральный конструктор Машиностроительного конструкторского бюро «Факел» Министерства авиационной промышленности СССР, гор. Химки Московской области | 25.07.1958 20.04.1981 | машиностроение | Вольский район | [ ГС 1 ] |
| 2 | Семёнов Николай Николаевич | 15.04.1896 — 25.09.1986 | Директор Института химической физики Академии наук СССР, академик АН СССР, гор. Москва                                                                | 14.04.1966 14.04.1986 | наука          | Саратов        | [ ГС 2 ] |
| 3 | Цицин Николай Васильевич   | 18.12.1898 — 17.07.1980 | Директор Главного ботанического сада Академии наук СССР, академик Всесоюзной академии сельскохозяйственных наук имени В. И. Ленина, гор. Москва       | 17.12.1968 15.12.1978 | наука          | Саратов        | [ ГС 3 ] |

| №   | Фамилия, имя, отчество            | Даты жизни              | Деятельность | Дата присвоения | Отрасль            | Место рождения              | ГС         |
| --- | --------------------------------- | ----------------------- | --- | --------------- | ------------------ | --------------------------- | ---------- |
| 1   | Алексеев Михаил Николаевич        | 06.05.1918 — 19.05.2007 | Писатель, главный редактор журнала «Москва», гор. Москва | 05.05.1978      | культура           | Калининский район           | [ ГС 4 ]   |
| 2   | Аристов Михаил Константинович     | 1915—1972               | Управляющий трестом «Донбассэнергострой» Министерства энергетики и электрификации Украинской ССР, Донецкая область                                                                                                   | 20.04.1971      | энергетика         |                             |            |
| 3   | Артюхов Михаил Фомич              | 1912 — 11.04.1974       | Старший механик Стахановской МТС Октябрьского района Сталинабадской области | 03.05.1949      | сельхоз            | Пугачёвский район           | [ ГС 5 ]   |
| 4   | Бабочкин Борис Андреевич          | 18.01.1904 — 17.07.1975 | Актёр и режиссёр Государственного академического Малого театра Союза ССР, народный артист СССР, гор. Москва | 18.01.1974      | культура           | Саратов                     | [ ГС 6 ]   |
| 5   | Бардин Иван Павлович              | 13.11.1883 — 07.01.1960 | Директор Института металлургии Академии наук СССР, вице-президент АН СССР, гор. Москва | 10.06.1945      | наука              | Калининский район           | [ ГС 7 ]   |
| 6   | Басистов Анатолий Георгиевич      | 23.10.1920 — 16.09.1998 | Начальник Научно-тематического центра при опытно-конструкторском бюро «Вымпел» Министерства радиопромышленности СССР, гор. Москва                                                                                    | 19.09.1968      | радиопром          | Саратов                     | [ ГС 8 ]   |
| 7   | Баукова Александра Петровна       | род. 13.01.1928         | Старший флотатор Белоусовской обогатительной фабрики Иртышского полиметаллического комбината имени 50-летия Казахской ССР Министерства цветной металлургии СССР, Восточно-Казахстанская область                      | 30.03.1971      | металлургия        | Петровский район            | [ ГС 9 ]   |
| 8   | Беленко Павел Андреевич           | 12.07.1911 — 10.07.1973 | Председатель исполкома Палласовского районного Совета депутатов трудящихся Сталинградской области | 20.11.1958      | госуправление      | Краснокутский район         | [ ГС 10 ]  |
| 9   | Беляев Иван Кузьмич               | 30.04.1908 — 28.03.1979 | Буровой мастер конторы бурения № 2 треста «Укрнефтегазразведка» Харьковского совнархоза | 19.03.1959      | газпром            |                             | [ ГС 11 ]  |
| 10  | Беспалова Александра Николаевна   | 01.09.1924 — 27.05.2010 | Свинарка совхоза «Красный Восток» Алексеевского района Татарской АССР | 22.03.1966      | сельхоз            | Балаковский район           | [ ГС 12 ]  |
| 11  | Блохин Василий Васильевич         | 04.02.1910 — 26.08.1999 | Звеньевой виноградарского совхоза «Малая земля» Министерства пищевой промышленности СССР, Краснодарский край | 27.08.1951      | сельхоз            | Аркадакский район           | [ ГС 13 ]  |
| 12  | Бобров Александр Петрович         | 11.10.1920 — 28.11.1993 | Слесарь-лекальщик Липецкого тракторного завода Министерства тракторного и сельскохозяйственного машиностроения СССР                                                                                                  | 05.08.1966      | машиностроение     | Балтайский район            | [ ГС 14 ]  |
| 13  | Боженко Сергей Дмитриевич         | 21.01.1924 — 28.11.1999 | Электромонтёр-релейщик Уральского электрохимического комбината Министерства среднего машиностроения СССР, гор. Новоуральск Свердловской области                                                                      | 29.03.1976      | атомпром           | Энгельсский район           | [ ГС 15 ]  |
| 14  | Бондаренко Мария Игнатьевна       | 21.12.1929 — 2005       | Закальщица Лисичанского стекольного завода «Пролетарий» Министерства промышленности строительных материалов Украинской ССР, Луганская область                                                                        | 28.07.1966      | промстройматериалы | Саратовская область         | [ ГС 16 ]  |
| 15  | Борисова Анна Михеевна            | 26.12.1914 — 13.03.1968 | Бригадир совхоза «Бутурлиновский» Бутурлиновского района Воронежской области | 22.03.1966      | сельхоз            | Дергачёвский район          | [ ГС 17 ]  |
| 16  | Брайнингер Иван Александрович     | 27.04.1930 — 08.10.1984 | Проходчик горных выработок шахты «Красная горнячка» треста «Копейскуголь» комбината «Челябинскуголь» Министерства угольной промышленности СССР, Челябинская область                                                  | 29.06.1966      | углепром           |                             | [ ГС 18 ]  |
| 17  | Быков Юрий Николаевич             | 02.03.1976 — 30.07.1970 | Начальник отдела НИИ-695 Государственного комитета Совета Министров СССР по радиоэлектронике, гор. Москва | 17.06.1961      | радиопром          | Саратов                     | [ ГС 19 ]  |
| 18  | Бычков Пётр Николаевич            | 1929 — 13.03.2007       | Сталевар Волгоградского тракторного завода имени Ф. Э. Дзержинского Министерства тракторного и сельскохозяйственного машиностроения СССР                                                                             | 05.04.1971      | машиностроение     |                             | [ ГС 20 ]  |
| 19  | Верещагин Николай Иванович        | 05.03.1922 — 15.08.1988 | Токарь КБ-11 Министерства среднего машиностроения СССР, Горьковская область | 07.03.1962      | атомпром           | Советский район             | [ ГС 21 ]  |
| 20  | Владимиров Степан Никифорович     | 15.08.1909 — 01.01.1976 | Машинист вращающихся печей цементного завода «Гигант» Московского областного совнархоза, гор. Воскресенск | 09.08.1958      | промстройматериалы | Аткарский район             | [ ГС 22 ]  |
| 21  | Вощинин Сергей Акимович           | 05.10.1896 — ????       | Главный агроном районного отдела сельского хозяйства Молотовского района Куйбышевской области | 26.02.1948      | сельхоз            | Балаковский район           | [ ГС 23 ]  |
| 22  | Гоголева Мария Васильевна         | 18.02.1902 — 23.11.1992 | Директор школы № 429, гор. Москва | 07.03.1960      | образование        | Ртищевский район            | [ ГС 24 ]  |
| 23  | Горбатенко Константин Георгиевич  | 09.10.1927 — 04.08.1989 | Начальник смены и заместитель начальника цеха завода экспериментального машиностроения научно-производственного объединения «Энергия» Министерства общего машиностроения СССР, Московская область                    | 26.07.1966      | машиностроение     | Озинский район              | [ ГС 25 ]  |
| 24  | Грешнев Иван Дмитриевич           | 1911 — ????             | Плавильщик Московского завода алюминиевых сплавов Московского городского совнархоза | 09.06.1961      | металлургия        |                             |            |
| 25  | Гусев Иван Дмитриевич             | 21.04.1895 — 20.11.1980 | Заведующий районным отделом сельского хозяйства Ново-Анненского района Сталинградской области | 15.02.1948      | сельхоз            | Татищевский район           | [ ГС 26 ]  |
| 26  | Давыдов Иван Степанович           | 1916—1993               | Директор государственного племенного птицеводческого завода «Обильненский» Георгиевского района Ставропольского края                                                                                                 | 08.04.1971      | сельхоз            | Новоузенский район          | [ ГС 27 ]  |
| 27  | Диев Григорий Алексеевич          | 1926—1966               | Машинист горного комбайна шахты № 23 треста «Ленинуголь» Управления угольной промышленности Казахской ССР, Карагандинская область                                                                                    | 29.06.1966      | углепром           | Воскресенский район         | [ ГС 28 ]  |
| 28  | Дрыгин Анатолий Семёнович         | 14.03.1914 — 19.11.1990 | Первый секретарь Вологодского обкома КПСС | 13.03.1984      | госуправление      | Балашовский район           | [ ГС 29 ]  |
| 29  | Егер Сергей Михайлович            | 31.07.1914 — 30.07.1987 | Главный конструктор и заместитель генерального конструктора Московского машиностроительного завода «Опыт» Министерства авиационной промышленности СССР                                                               | 22.09.1972      | машиностроение     | Романовский район           | [ ГС 30 ]  |
| 30  | Егоров Иван Александрович         | 24.03.1904 — 18.01.1992 | Директор совхоза «Бердский» Искитимского района Новосибирской области | 22.03.1966      | сельхоз            |                             | [ ГС 31 ]  |
| 31  | Елесин Андрей Алексеевич          | 1909 — 28.03.1968       | Секретарь Молотовабадского райкома Компартии (большевиков) Таджикистана, Сталинабадская область | 03.05.1949      | госуправление      | Пугачёвский район           |            |
| 32  | Елисеев Николай Илларионович      | 25.07.1908 — 1983       | Главный агроном районного отдела сельского хозяйства Орджоникидзеабадского района Сталинабадской области | 01.03.1948      | сельхоз            |                             |            |
| 33  | Емельянов Василий Семёнович       | 12.02.1901 — 27.06.1988 | Начальник научно-технического управления Министерства среднего машиностроения СССР, член-корреспондент Академии наук СССР, гор. Москва                                                                               | 04.01.1954      | атомпром           | Хвалынский район            | [ ГС 32 ]  |
| 34  | Ермакова Екатерина Максимовна     | 08.10.1923 — 13.02.2013 | Старший весовщик станции Москва-Товарная-Курская Московской железной дороги, гор. Москва | 04.05.1971      | транспорт          |                             | [ ГС 33 ]  |
| 35  | Захаров Николай Герасимович       | род. 16.12.1925         | Слесарь контрольно-измерительной аппаратуры и автоматики ленинградского завода «Радиоприбор» Министерства радиопромышленности СССР                                                                                   | 09.06.1977      | радиопром          | Романовский район           | [ ГС 34 ]  |
| 36  | Згуриди Александр Михайлович      | 23.02.1904 — 16.09.1998 | Кинорежиссёр, художественный руководитель производственно-творческого объединения «Орбита» Центральной киностудии научно-популярных и учебных фильмов, гор. Москва                                                   | 14.12.1990      | культура           | Саратов                     | [ ГС 35 ]  |
| 37  | Иванов Юрий Михайлович            | 08.03.1930 — 29.09.2009 | Шлифовщик завода «Революционный труд» Министерства радиопромышленности СССР, гор. Тамбов | 26.04.1971      | радиопром          | Ртищевский район            | [ ГС 36 ]  |
| 38  | Игнатов Константин Осипович       | 1915 — ????             | Тракторист Монзенского леспромхоза Грязовецкого района Вологодской области | 05.10.1957      | леспром            | Екатериновский район        | [ ГС 37 ]  |
| 39  | Каляев Анатолий Васильевич        | 29.06.1922 — 10.03.2004 | Ректор Таганрогского радиотехнического института имени В. Д. Калмыкова Министерства радиопромышленности СССР, член-корреспондент Академии наук СССР, Ростовская область                                              | 30.06.1986      | наука              | Ртищевский район            | [ ГС 38 ]  |
| 40  | Карамнов Иван Степанович          | 1905 — ????             | Директор совхоза имени Сталина Ново-Кубанского района Краснодарского края | 31.10.1957      | сельхоз            | Краснокутский район         | [ ГС 39 ]  |
| 41  | Карпенцева Елизавета Дмитриевна   | 1913—1987               | Звеньевая колхоза «Искра» Ленинск-Кузнецкого района Кемеровской области | 25.02.1949      | сельхоз            | Ртищевский район            | [ ГС 40 ]  |
| 42  | Катков Георгий Фёдорович          | 30.07.1919 — 07.03.1989 | Главный конструктор СКБ завода № 699 Московского городского совета народного хозяйства | 17.06.1961      | машиностроение     | Саратов                     | [ ГС 41 ]  |
| 43  | Клёпов Андрей Сергеевич           | 1917 — ????             | Старший оператор Грозненского крекинг-завода Министерства нефтеперерабатывающей и нефтехимической промышленности СССР, Чечено-Ингушская АССР                                                                         | 24.12.1965      | нефтехимпром       | Лысогорский район           | [ ГС 42 ]  |
| 44  | Клюкин Алексей Петрович           | 1915 — 06.03.2000       | Начальник сталелитейного цеха Сталинградского тракторного завода имени Дзержинского Сталинградского совнархоза | 19.07.1958      | машиностроение     |                             | [ ГС 43 ]  |
| 45  | Коблицкий Константин Андреевич    | 20.02.1927 — 06.01.2003 | Начальник монтажно-строительного управления № 90 треста «Энергоспецмонтаж» Министерства среднего машиностроения СССР, гор. Сосновый Бор Ленинградской области                                                        | 10.03.1981      | атомпром           | Балаковский район           | [ ГС 44 ]  |
| 46  | Ковтуненко Вячеслав Михайлович    | 31.08.1921 — 10.07.1995 | Заместитель главного конструктора ОКБ-586 Государственного комитета Совета Министров СССР по оборонной технике, Днепропетровская область                                                                             | 17.06.1961      | машиностроение     | Энгельсский район           | [ ГС 45 ]  |
| 47  | Колесов Виктор Семёнович          | 01.05.1928 — 17.03.2004 | Старший аппаратчик Куйбышевского завода синтетического каучука Министерства нефтеперерабатывающей и нефтедобывающей промышленности СССР                                                                              | 28.05.1966      | нефтехимпром       | Пугачёвский район           | [ ГС 46 ]  |
| 48  | Кочетков Дмитрий Ермолаевич       | 22.08.1905 — 27.06.1967 | Директор завода № 76 Народного комиссариата танковой промышленности СССР, гор. Свердловск | 20.01.1943      | оборонпром         | Аркадакский район           | [ ГС 47 ]  |
| 49  | Кочетков Константин Михайлович    | 1913—1978               | Бригадир комплексной бригады по добыче торфа торфопредприятия «Васильевский Мох» Министерства топливной промышленности РСФСР, Калининский район Калининской области                                                  | 20.04.1971      | топпром            |                             |            |
| 50  | Кочетков Николай Георгиевич       | 12.08.1927 — 14.07.2002 | Бригадир проходческой бригады шахты № 3—3-бис треста «Прокопьевскуголь» комбината «Кузбассуголь» Министерства угольной промышленности СССР, Кемеровская область                                                      | 15.10.1965      | углепром           |                             | [ ГС 48 ]  |
| 51  | Красичков Вячеслав Прокофьевич    | 10.10.1898 — 16.06.1978 | Заведующий отделом селекции Таджикского научно-исследовательского института сельского хозяйства | 30.04.1966      | наука              | Петровский район            | [ ГС 49 ]  |
| 52  | Кувыкин Степан Иванович           | 07.11.1903 — 16.09.1974 | Начальник объединения «Башнефть» Министерства нефтяной промышленности восточных районов СССР, Башкирская АССР | 08.05.1948      | нефтепром          | Балтайский район            | [ ГС 50 ]  |
| 53  | Кузнецов Геннадий Николаевич      | 29.08.1934 — 26.12.1992 | Тракторист совхоза имени XXIII съезда КПСС Энбекшильдерского района Кокчетавской области | 13.12.1972      | сельхоз            | Питерский район             | [ ГС 51 ]  |
| 54  | Кузнецов Михаил Михайлович        | 20.11.1919 — 31.07.1992 | Заместитель генерального конструктора Конструкторского бюро машиностроения Министерства общего машиностроения СССР, Челябинская область                                                                              | 23.09.1969      | машиностроение     | Вольский район              | [ ГС 52 ]  |
| 55  | Кузьмин Андрей Михайлович         | 1901 — ????             | Директор зернового совхоза «Серп и Молот» Министерства совхозов СССР, Новониколаевский район Сталинградской области                                                                                                  | 27.03.1948      | сельхоз            |                             | [ ГС 53 ]  |
| 56  | Кутукова Роза Егоровна            | род. 09.08.1940         | Свинарка совхоза «Беловский» Троицкого района Алтайского края | 10.02.1975      | сельхоз            |                             | [ ГС 54 ]  |
| 57  | Ларин Иван Васильевич             | 10.06.1889 — 04.05.1972 | Профессор-консультант кафедры луговодства Ленинградского сельскохозяйственного института, академик Всесоюзной академии сельскохозяйственных наук имени В. И. Ленина                                                  | 23.06.1966      | наука              | Ершовский район             | [ ГС 55 ]  |
| 58  | Латунов Георгий Григорьевич       | 23.04.1903 — 21.11.1993 | Начальник станции Палласовка Рязано-Уральской железной дороги, Сталинградская область | 05.11.1943      | транспорт          | Новоузенский район          | [ ГС 56 ]  |
| 59  | Лебедев Евгений Алексеевич        | 15.01.1917 — 09.06.1997 | Актёр Ленинградского академического Большого драматического театра имени М. Горького, народный артист СССР | 23.06.1987      | культура           | Балаковский район           | [ ГС 57 ]  |
| 60  | Левин Андрей Иванович             | 1904 — ????             | Председатель колхоза «Передовой» Октябрьского района Сталинабадской области | 03.05.1949      | сельхоз            |                             |            |
| 61  | Луконина Воля Анфимовна           | 03.04.1926 — 05.02.2022 | Начальник геологосъёмочной партии Южно-Якутской комплексной экспедиции Якутского геологического управления Министерства геологии РСФСР                                                                               | 04.07.1966      | геология           | Вольский район              | [ ГС 58 ]  |
| 62  | Майорова Мария Митрофановна       | 1914 — ????             | Сменный мастер Термезского хлопкоочистительного завода, Сурхан-Дарьинская область | 07.03.1960      | легпром            |                             | [ ГС 59 ]  |
| 63  | Маркушин Василий Петрович         | 18.09.1934 — 26.01.2015 | Горнорабочий очистного забоя шахты № 1 «Юнь-Яга» комбината «Воркутауголь» Министерства угольной промышленности СССР, Коми АССР                                                                                       | 30.03.1971      | углепром           | Ртищевский район            | [ ГС 60 ]  |
| 64  | Маяков Григорий Архипович         | 03.02.1912 — 04.04.1983 | Бригадир портовых рабочих Находкинского морского торгового порта Министерства морского флота СССР, Приморский край                                                                                                   | 09.08.1963      | транспорт          | Петровский район            | [ ГС 61 ]  |
| 65  | Митенков Фёдор Михайлович         | 25.11.1924 — 09.11.2016 | Генеральный конструктор Опытного конструкторского бюро машиностроения Министерства среднего машиностроения СССР, гор. Горький                                                                                        | 23.01.1978      | атомпром           | Куриловский район           | [ ГС 62 ]  |
| 66  | Мишаков Семён Егорович            | 1902 — ????             | Забойщик шахты № 19 треста «Богураевуголь комбината «Ростовуголь» Министерства угольной промышленности западных районов СССР, Ростовская область                                                                     | 28.08.1948      | углепром           | Ртищевский район            | [ ГС 63 ]  |
| 67  | Мишаткин Павел Филатович          | 1924 — ????             | Мастер Балтийского судостроительного завода Литовского совнархоза, гор. Клайпеда | 01.10.1965      | машиностроение     |                             |            |
| 68  | Мишкин Пётр Андреевич             | 25.08.1913 — 07.02.1988 | Бригадир садоводческой бригады совхоза «Предгорье» Белогорского района Крымской области | 30.04.1966      | сельхоз            | Саратов                     | [ ГС 64 ]  |
| 69  | Мухортов Иван Степанович          | 1915 — ????             | Машинист тепловоза локомотивного депо Мары Среднеазиатской железной дороги, Туркменская ССР | 04.08.1966      | транспорт          | Питерский район             | [ ГС 65 ]  |
| 70  | Мыльников Андрей Андреевич        | 22.02.1919 — 16.05.2012 | Академик Академии художеств СССР, заведующий кафедрой Института живописи, скульптуры и архитектуры имени И. Е. Репина, гор. Ленинград                                                                                | 26.02.1990      | культура           | Энгельсский район           | [ ГС 66 ]  |
| 71  | Набатников Юрий Иванович          | 16.07.1946 — 21.10.2024 | Токарь Курганского завода колёсных тягачей имени Д. М. Карбышева Министерства автомобильной промышленности СССР | 31.03.1981      | машиностроение     | Саратов                     | [ ГС 67 ]  |
| 72  | Наровчатов Сергей Сергеевич       | 03.10.1919 — 17.07.1981 | Секретарь Союза писателей СССР, главный редактор журнала «Новый мир», гор. Москва | 02.10.1979      | культура           | Хвалынский район            | [ ГС 68 ]  |
| 73  | Нежурин Фёдор Фёдорович           | 04.10.1924 — 15.07.2001 | Комбайнёр совхоза «Грибановский» Грибановского района Воронежской области | 11.12.1973      | сельхоз            | Самойловский район          | [ ГС 69 ]  |
| 74  | Новиков Владимир Гаврилович       | 28.06.1928 — 22.03.2002 | Председатель колхоза «Рассвет» Советского района Марийской АССР | 06.09.1973      | сельхоз            | Ртищевский район            | [ ГС 70 ]  |
| 75  | Новикова Мария Яковлевна          | 24.09.1921 — 19.06.1995 | Телятница совхоза «Фаустово» Воскресенского района Московской области | 22.03.1966      | сельхоз            |                             | [ ГС 71 ]  |
| 76  | Овчаренко Тимофей Кириллович      | 26.01.1926 — 01.11.2014 | Бригадир совхоза «Ульяновский» Зеленовского района Уральской области | 19.04.1967      | сельхоз            | Перелюбский район           | [ ГС 72 ]  |
| 77  | Остроухова Антонина Владимировна  | 09.08.1931 — 14.01.2019 | Заведующая цехом птицеводческого совхоза «Охочевский» Щигровского района Курской области | 22.03.1966      | сельхоз            | Петровский район            | [ ГС 73 ]  |
| 78  | Павловская Елена Трофимовна       | 1899 — 02.10.1962       | Доярка животноводческого совхоза «Ледово» Министерства мясной и молочной промышленности СССР, Каширский район Московской области                                                                                     | 03.09.1949      | сельхоз            |                             | [ ГС 74 ]  |
| 79  | Панкин Михаил Исаевич             | 1913 — ????             | Бригадир тракторной бригады Уштобинской МТС Талды-Курганской области | 28.03.1948      | сельхоз            | Балашовский район           | [ ГС 75 ]  |
| 80  | Перегудов Владимир Николаевич     | 28.06.1902 — 09.1967    | Главный конструктор СКБ-143 Государственного комитета Совета Министров СССР по судостроению, капитан 1-го ранга, гор. Ленинград                                                                                      | 23.07.1959      | машиностроение     | Балаковский район           | [ ГС 76 ]  |
| 81  | Перелыгин Павел Михайлович        | 1896 — ????             | Старший механик семеноводческого совхоза «Кубань» Министерства совхозов СССР, Гулькевичский район Краснодарского края                                                                                                | 06.04.1948      | сельхоз            |                             | [ ГС 77 ]  |
| 82  | Петраков Василий Романович        | 28.12.1914 — 17.07.1991 | Первый секретарь Орджоникидзевского райкома Компартии Казахстана, Кустанайская область | 11.01.1957      | госуправление      | Ртищевский район            | [ ГС 78 ]  |
| 83  | Поздняков Александр Николаевич    | род. 1935               | Сталевар Волгоградского металлургического завода «Красный Октябрь» Министерства чёрной металлургии СССР | 02.03.1981      | металлургия        |                             | [ ГС 79 ]  |
| 84  | Попов Николай Иванович            | 25.06.1917 — ????       | Комбайнёр Карасуского совхоза Карасуского района Кустанайской области | 11.01.1957      | сельхоз            | Новоузенский район          | [ ГС 80 ]  |
| 85  | Попова Ульяна Григорьевна         | 06.02.1911 — 1977       | Звеньевая колхоза «Красный Восток» Калининского района Фрунзенской области | 26.03.1948      | сельхоз            | Пугачёвский район           | [ ГС 81 ]  |
| 86  | Потапов Пётр Петрович             | 22.10.1918 — 24.11.2002 | Директор Тюменского судостроительного завода имени 60-летия СССР Министерства судостроительной промышленности СССР                                                                                                   | 30.08.1985      | машиностроение     | Александрово-Гайский район  | [ ГС 82 ]  |
| 87  | Ребров Евгений Андреевич          | 15.02.1928 — 02.10.2002 | Бригадир комплексной бригады строительного управления № 42 треста «Севастопольстрой», Крымская область | 11.08.1966      | строительство      | Вольский район              | [ ГС 83 ]  |
| 88  | Рудометкин Сергей Петрович        | 1918 — ????             | Бригадир штукатурно-малярной бригады Ленинского строительного управления комбината «Карагандашахтострой» Министерства строительства предприятий угольной промышленности СССР, Карагандинская область                 | 26.04.1957      | строительство      | Новоузенский район          | [ ГС 84 ]  |
| 89  | Савельев Иван Агеевич             | 13.02.1912 — 18.02.1982 | Председатель колхоза «Путь к коммунизму» Владимировского района Астраханской область | 30.04.1966      | сельхоз            | Калининский район           | [ ГС 85 ]  |
| 90  | Сазонова Лидия Ивановна           | род. 1929               | Мастер Ташкентского авиационного производственного объединения имени В. П. Чкалова Министерства авиационной промышленности СССР                                                                                      | 30.08.1982      | машиностроение     |                             |            |
| 91  | Сарычев Константин Михайлович     | 06.04.1907 — 26.11.1979 | Директор Березниковского содового завода имени В. И. Ленина Министерства химической промышленности СССР, Пермская область                                                                                            | 28.05.1966      | химпром            | Саратов                     | [ ГС 86 ]  |
| 92  | Семихатов Николай Александрович   | 10.12.1918 — 12.04.2002 | Главный конструктор НИИ-592 Государственного комитета Совета Министров СССР по радиоэлектронике, Свердловская область                                                                                                | 17.06.1961      | электронпром       | Татищевский район           | [ ГС 87 ]  |
| 93  | Сергачёв Герман Пантелеевич       | 1923—1975               | Директор совхоза «Комсомолец» Кунгурского района Пермской области | 22.03.1966      | сельхоз            | Аткарский район             | [ ГС 88 ]  |
| 94  | Сериков Владислав Пахомович       | 1927—1994               | Бригадир комплексной бригады треста «Печенганикельстрой» Министерства строительства РСФСР, Мурманская область | 27.04.1966      | сельхоз            | Пугачёвский район           | [ ГС 89 ]  |
| 95  | Скворцова Ксения Петровна         | 1910 — ????             | Доярка подсобного хозяйства «Горки-II» Звенигородского района Московской области | 19.12.1953      | сельхоз            |                             | [ ГС 90 ]  |
| 96  | Советов Николай Иванович          | 19.08.1925 — ????       | Машинист экскаватора строительно-монтажного поезда № 193 треста «Кузбасстрансстрой» Министерства транспортного строительства СССР, Кемеровская область                                                               | 28.07.1966      | строительство      |                             | [ ГС 91 ]  |
| 97  | Спиридонов Михаил Васильевич      | 27.11.1937 — 31.12.2005 | Председатель колхоза имени XXII партсъезда Орловского района Орловской области | 28.08.1990      | сельхоз            | Базарно-Карабулакский район | [ ГС 92 ]  |
| 98  | Спирин Даниил Степанович          | 08.12.1884 — 06.12.1959 | Заведующий 6-м промыслом треста «Лениннефть» Министерства нефтяной промышленности южных и западных районов СССР, Азербайджанская ССР                                                                                 | 08.05.1948      | нефтепром          |                             | [ ГС 93 ]  |
| 99  | Старшинов Анатолий Васильевич     | 23.12.1926 — 25.12.1992 | Главный механик шахты «Комсомолец» комбината «Кузбассуголь» Министерства угольной промышленности СССР, Кемеровская область                                                                                           | 30.03.1971      | углепром           |                             | [ ГС 94 ]  |
| 100 | Степанов Анатолий Васильевич      | род. 1938               | Бригадир горнорабочих очистного забоя шахты «Краснолиманская» имени 50-летия Октябрьской революции комбината «Красноармейскуголь» Министерства угольной промышленности Украинской ССР, Донецкая область              | 30.03.1971      | углепром           |                             |            |
| 101 | Стримов Павел Иванович            | 24.09.1918 — 29.01.1988 | Буровой мастер треста «Калининнефть» Министерства нефтяной промышленности восточных районов СССР, Ферганская область                                                                                                 | 08.05.1948      | нефтепром          |                             |            |
| 102 | Сунчалиева Алия Абдуллаевна       | 12.08.1926 — 04.2016    | Ткачиха Ошского шёлкового комбината имени ВЛКСМ Министерства лёгкой промышленности Киргизской ССР | 05.04.1971      | легпром            |                             | [ ГС 95 ]  |
| 103 | Суслина Мария Дмитриевна          | 1922 — ????             | Звеньевая Алма-Атинского табаководческого совхоза Министерства пищевой промышленности СССР, Илийский район Алма-Атинской области                                                                                     | 06.05.1949      | пищепром           |                             | [ ГС 96 ]  |
| 104 | Терещенко Николай Иванович        | 1913—1972               | Шлифовщик Волгоградского завода тракторных деталей и нормалей Министерства тракторного и сельскохозяйственного машиностроения СССР                                                                                   | 05.08.1966      | машиностроение     | Балашовский район           | [ ГС 97 ]  |
| 105 | Токин Борис Петрович              | 21.07.1900 — 16.09.1984 | Заведующий кафедрой Ленинградского государственного университета имени А. А. Жданова, профессор | 20.07.1971      | наука              | Аткарский район             | [ ГС 98 ]  |
| 106 | Толкачёв Фёдор Иванович           | 1905 — 27.04.1970       | Старший мастер доменного цеха Орско-Халиловского металлургического комбината Оренбургского совнархоза | 19.07.1958      | металлургия        | Ершовский район             | [ ГС 99 ]  |
| 107 | Трашинский Николай Сергеевич      | 1919 — ????             | Бригадир колхоза «Новый путь» Чуйского района Джамбулской области | 10.12.1973      | сельхоз            |                             |            |
| 108 | Туманов Александр Дмитриевич      | 04.06.1923 — 24.05.1991 | Директор Чимкентского цементного завода имени В. И. Ленина Министерства промышленности строительных материалов Казахской ССР                                                                                         | 28.07.1966      | промстройматериалы | Шиханы                      | [ ГС 100 ] |
| 109 | Фадеев Василий Семёнович          | 21.01.1900 — 22.12.1962 | Начальник комбината «Ворошиловградуголь» Министерства угольной промышленности западных районов СССР, Ворошиловградская область                                                                                       | 28.08.1948      | углепром           |                             | [ ГС 101 ] |
| 110 | Фау Анатолий Евгеньевич           | 19.10.1931 — 01.06.1987 | Прессовщик Львовского завода кинескопов Министерства электронной промышленности СССР | 16.01.1974      | электронпром       | Саратов                     | [ ГС 102 ] |
| 111 | Федин Константин Александрович    | 24.02.1892 — 15.07.1977 | Первый секретарь Союза писателей СССР, гор. Москва | 23.02.1967      | культура           | Саратов                     | [ ГС 103 ] |
| 112 | Фокина Анастасия Ивановна         | 27.04.1913 — 30.01.2010 | Доярка молочного племенного совхоза «Торосово» Министерства совхозов СССР, Волосовский район Ленинградской области                                                                                                   | 22.10.1949      | сельхоз            | Аткарский район             | [ ГС 104 ] |
| 113 | Харитонов Александр Иванович      | 02.09.1927 — 10.10.2001 | Бригадир виноградарского совхоза «Абрау-Дюрсо» Министерства пищевой промышленности СССР, Краснодарский край | 27.08.1951      | сельхоз            | Базарно-Карабулакский район | [ ГС 105 ] |
| 114 | Хохлов Иван Артемьевич            | 05.05.1927 — 07.09.1998 | Старший аппаратчик Чапаевского завода химических удобрений Министерства химической промышленности СССР, Куйбышевская область                                                                                         | 28.05.1966      | химпром            | Духовницкий район           | [ ГС 106 ] |
| 115 | Цвингер Яков Яковлевич            | 30.10.1915 — 1999       | Председатель колхоза имени Ф. Энгельса Кустанайского района Кустанайской области | 22.03.1966      | сельхоз            | Советский район             | [ ГС 107 ] |
| 116 | Чекашов Анатолий Васильевич       | 22.07.1927 — 23.08.2014 | Руководитель строительства Горно-обогатительного комбината «Эрдэнэт» (Монгольская Народная Республика) Министерства промышленного строительства СССР                                                                 | 17.07.1979      | строительство      | Балашовский район           | [ ГС 108 ] |
| 117 | Чичканова Вера Ивановна           | 19.12.1921 — 14.01.2008 | Врач Туганской районной больницы № 2 Томского района Томской области | 23.10.1978      | здравоохранение    | Лысогорский район           | [ ГС 109 ] |
| 118 | Шеин Пётр Максимович              | 04.09.1901 — 11.11.1987 | Командир 84-го железнодорожного батальона 27-й железнодорожной бригады, подполковник | 05.11.1943      | транспорт          | Калининский район           | [ ГС 110 ] |
| 119 | Шефер Александр Соломонович       | 28.10.1924 — 22.04.1967 | Комбайнёр Маслянинской МТС Маслянинского района Новосибирской области | 11.01.1957      | сельхоз            | Марксовский район           | [ ГС 111 ] |
| 120 | Шмадченко Екатерина Фёдоровна     | 20.09.1928 — 22.02.2010 | Заведующая фермой птицесовхоза «Арженка» Рассказовского района Тамбовской области | 07.03.1960      | сельхоз            | Краснокутский район         | [ ГС 112 ] |
| 121 | Шмидт Карл Генрихович             | 24.08.1910 — 1988       | Директор совхоза «Борец» Ширинского района Хакасской автономной области | 11.01.1957      | сельхоз            | Марксовский район           | [ ГС 113 ] |
| 122 | Штейзель Александра Александровна | 06.01.1924 — 21.06.2013 | Птичница совхоза «Комсомолец» Кунгурского района Пермской области | 22.03.1966      | сельхоз            | Александрово-Гайский район  | [ ГС 114 ] |
| 123 | Шугуров Пётр Егорович             | 07.04.1937 — 14.06.2005 | Бригадир комплексной бригады специализированного управления № 6 треста «Подземстрой» Главвладивостокстроя Министерства строительства СССР в районах Дальнего Востока и Забайкалья, гор. Владивосток Приморского края | 19.03.1981      | строительство      | Красноармейский район       | [ ГС 115 ] |
| 124 | Щербинин Николай Фёдорович        | 15.04.1922 — 05.06.1989 | Бригадир слесарей Харьковского завода «Электротяжмаш» имени В. И. Ленина Министерства электротехнической промышленности СССР                                                                                         | 08.08.1966      | элкетропром        | Романовский район           | [ ГС 116 ] |
| 125 | Энгель Антон Иосифович            | 05.06.1929 — 23.01.1986 | Комбайнёр Коноваловской МТС Октябрьского района Северо-Казахстанской области | 11.01.1957      | сельхоз            | Фёдоровский район           | [ ГС 117 ] |
| 126 | Юдин Иван Максимович              | 1909 — ????             | Первый секретарь Новокубанского райкома КПСС, Краснодарский край | 23.06.1966      | госуправление      | Питерский район             | [ ГС 118 ] |

## Герои Социалистического Труда, прибывшие в Саратовскую область на постоянное проживание из других регионов
| № | Фамилия, имя, отчество                  | Даты жизни              | Деятельность | Дата присвоения | Отрасль       | Место проживания | ГС       |
| - | --------------------------------------- | ----------------------- | --- | --------------- | ------------- | ---------------- | -------- |
| 1 | Васина (Линькова) Клавдия Александровна | 29.04.1927 — 02.08.2016 | Звеньевая колхоза «Новый мир» Тетюшского района Татарской АССР                                                                         | 06.03.1948      | сельхз        | Саратов          | [ ГС 1 ] |
| 2 | Ивойлов Виталий Владимирович            | 27.05.1930 — 28.04.1998 | Монтажник мостостроительного отряда № 5 Мостостроительного треста № 9 Министерства транспортного строительства СССР, Иркутская область | 25.10.1984      | строительство | Саратов          | [ ГС 2 ] |
| 3 | Корякина Ольга Даниловна                | 20.01.1927 — 03.12.2017 | Мастер Часов-Ярского комбината огнеупорных изделий Министерства чёрной металлургии Украинской ССР, Донецкая область                    | 30.03.1971      | металлургия   | Саратов          | [ ГС 3 ] |
| 4 | Мамунц Самвел Ваниевич                  | 20.06.1925 — 07.06.2011 | Директор совхоза имени XXII партсъезда Мардакертского района Нагорно-Карабахской автономной области                                    | 27.12.1976      | сельхоз       | Саратов          | [ ГС 4 ] |
| 5 | Попова Ирена Ольгердовна                | 22.06.1912 — 03.05.2008 | Агроном колхоза «Заветы Ильича» Канского района Красноярского края                                                                     | 21.02.1949      | сельхоз       | Энгельс          | [ ГС 5 ] |

## Лица, лишённые звания Героя Социалистического Труда
| № | Фамилия, имя, отчество   | Даты жизни              | Деятельность                                                            | Дата присвоения | Дата лишения | Отрасль | Место рождения    | ГС       |
| - | ------------------------ | ----------------------- | ----------------------------------------------------------------------- | --------------- | ------------ | ------- | ----------------- | -------- |
| 1 | Кочерга Николай Павлович | 11.08.1923 — 21.10.2001 | Тракторист колхоза имени Калинина Ершовского района Саратовской области | 10.02.1975      | 28.11.1983   | сельхоз | *Брянская область | [ ГС 1 ] |